# Humanes de Madrid
Humanes de Madrid – miasto w Hiszpanii we wspólnocie autonomicznej Madryt, 23 km na południe od stolicy. Znajduje się tu stacja kolejowa kolei podmiejskiej Cercanías Madrid na linii . Miasto rolniczo - przemysłowe z licznymi zakładami produkcyjnymi. 